# Fred Hennings
Fred Hennings (* 26. Jänner 1895 in Klagenfurt, Österreich-Ungarn als Franz Josef Theresia von Pawłowski; † 22. November 1981 in Wien) war ein österreichischer Schauspieler und Autor. Von 1923 bis 1971 war er am Wiener Burgtheater tätig, ab 1963 als Ehrenmitglied.

## Familie
Der Vater von Fred Hennings war der in Tállya, Ungarn geborene und spätere k. k. Regierungsrat und Bezirkshauptmann von Spittal an der Drau in Oberkärnten Alexander von Pawlowski (1859-), der sich am 27. September 1890 in Klagenfurt  mit Helene von Edlmann (1866-), aus einer Familie des Kärntner Beamtenadels stammend, verehelicht hatte. Die Familie Pawłowski gehörte ursprünglich dem alten polnischen Adel an und am 1. Juli 1907 erhielt Bezirkshauptmann Alexander von Pawłowski mit Ah. Entschließung die Bestätigung seines polnischen Adels mit den Vorzügen des österreichischen Ritterstandes, weiters erhielt er die Berechtigung zur Führung des Prädikats „von Jarosław“ und des Wappens Korab. Fortan konnte sich die Familie „Ritter Pawłowski von Jarosław des Wappens Korab“ nennen. Der älteste der drei Brüder von Fred Hennings war Wladimir von Pawlowski (1891–1961), welcher in der Zeit des Nationalsozialismus zeitweilig in hohen Regierungspositionen, unter anderem auch als stellvertretender Reichsstatthalter in Kärnten, tätig war.

## Leben
Hennings absolvierte das Gymnasium und war anschließend Offizier bei der K.u.k. Armee. Seit 1923 war er Heldendarsteller am Wiener Burgtheater. Im Juni 1933 trat er der in Österreich verbotenen NSDAP bei. Ebenso gehörte er der illegalen SA-Brigade 6 an. 1936 spielte Hennings an der Seite von Magda Schneider, Willy Eichberger und Hilde von Stolz eine tragende Rolle im Film Der Weg des Herzens.
Nach dem Einmarsch der deutschen Truppen in Österreich und dem „Anschluss“ versicherte er „als führende(r) Nazi unter den Solisten“ dem aus Deutschland kommenden Regisseur Carl Ebert, bei dem er Cassius in Shakespeares Julius Caesar probte, „daß er schon den Betrieb fest in der Hand habe, daß in der Nacht alle wichtigen Entscheidungen getroffen worden seien und daß er für eine humane Behandlung der ‚armen Juden etc.‘ am Burgtheater sich verbürge“. Trotz dieser Versicherung wurden vorauseilend am 11. März 1938 und in den Folgetagen verschiedene Ensemblemitglieder und Angestellte des Burgtheaters „beurlaubt“ und ihre Bezüge gestrichen. Am 25. Mai 1938 beantragte er die reguläre Aufnahme in die NSDAP und wurde rückwirkend zum 1. Mai desselben Jahres aufgenommen (Mitgliedsnummer 6.194.271).
Hennings war ein kenntnisreicher Sammler von Viennensia – seine Sammlung von etwa 16.000 Fotos von Wiener Häusern ist heute Teil des Bildarchives der Österreichischen Nationalbibliothek. Als kulturgeschichtlicher Autor war Hennings vor allem mit seinen Bänden über die Ringstraßenära erfolgreich.
In seinem Alter fand er zur katholischen Kirche zurück und pflegte enge Beziehungen zu einigen Mitbrüdern im Stift Heiligenkreuz. Er wurde in Heiligenkreuz bestattet.

## Werke
- Zweimal Burgtheater, 1955
- Und sitzet zur linken Hand, 1962
- Ringstraßen-Symphonie, 3 Bände, 1963/64
- Das barocke Wien, 2 Bände, 1965
- Das josephinische Wien, 1966
- Solange er lebt, 5 Bände, 1968–71
- Mir gefällt das Altsein, 1971
- Heimat Burgtheater, 3 Bände, 1972–74

## Filmografie
- 1923: Herrin der Pussta (Das Bildnis)
- 1929: Spiel um den Mann
- 1934: Bei der blonden Kathrein
- 1936: Der Weg des Herzens (Prater)
- 1936: Silhouetten
- 1936: Die Julika (Ernte)
- 1938: Heiraten – aber wen?
- 1950: Kind der Donau
- 1950: Cordula
- 1952: 1. April 2000
- 1953: Der Verschwender
- 1953: Franz Schubert – Ein Leben in zwei Sätzen
- 1954: Der rote Prinz
- 1955: Geliebte Feindin
- 1955: Don Juan
- 1955: Götz von Berlichingen
- 1955: Mozart
- 1956: Die Geierwally
- 1957: Wer die Heimat liebt
- 1957: Wien, du Stadt meiner Träume
- 1960: Ihre Durchlaucht (TV)
- 1960: Das weite Land (TV)
- 1960: Don Carlos
- 1964: Der Verschwender

## Auszeichnungen
- Aus Anlass des 50. Geburtstages von Adolf Hitler wurde er am 20. April 1939 zum Staatsschauspieler ernannt.[11]
- 1955: Preis der Stadt Wien für Volksbildung
- 1960: Österreichisches Ehrenkreuz für Wissenschaft und Kunst I. Klasse
- 1977: Ehrenring der Stadt Wien